# Croix-Fonsomme
Croix-Fonsomme és un municipi francès del departament de l'Aisne, als Alts de França.
Forma part de la Communauté de communes du Pays du Vermandois.

## Administració
- 1962: 205 habitants.
- 1975: 274 habitants.
- 1990: 210 habitants.
- 1999: 220 habitants.
- 2007: 226 habitants.
- 2008: 226 habitants.[1]

## Llocs i monuments
- Església de Sant Medard dels segles XI-XIII. Està inscrita com Monument històric.

Caserius de l'Espérance i de Méricourt.